# Higrofil

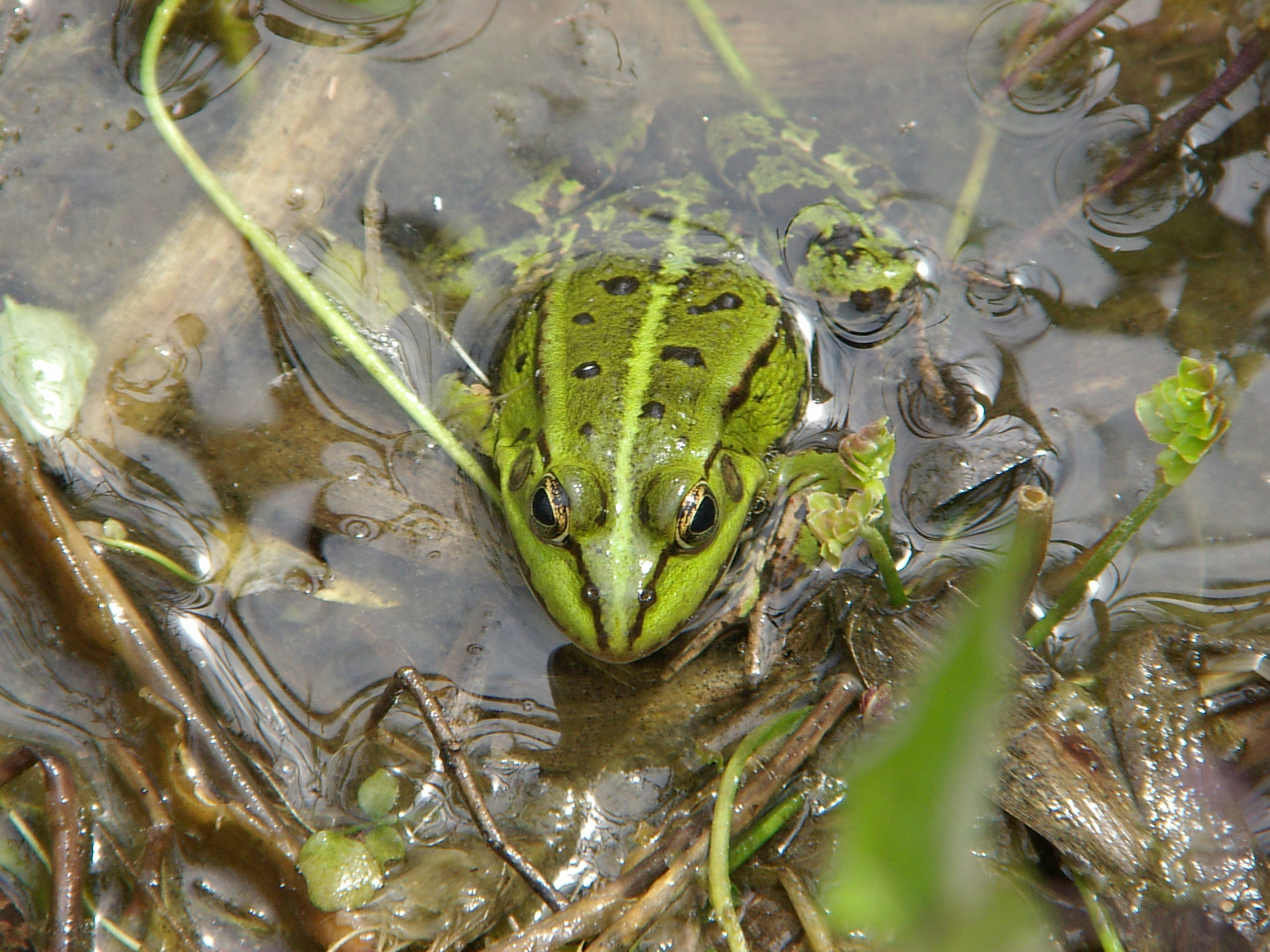
Żaba jeziorkowa – przykład higrofila

Higrofil – organizm wilgociolubny, przystosowany do życia w środowisku o dużej wilgotności gleby i powietrza. Zwierzęta higrofilne (np. płazy, ślimaki, dżdżownice) mają nagi, łatwo wysychający naskórek. Higrofilami jest także większość grzybów oraz niektóre rośliny.